# Maida

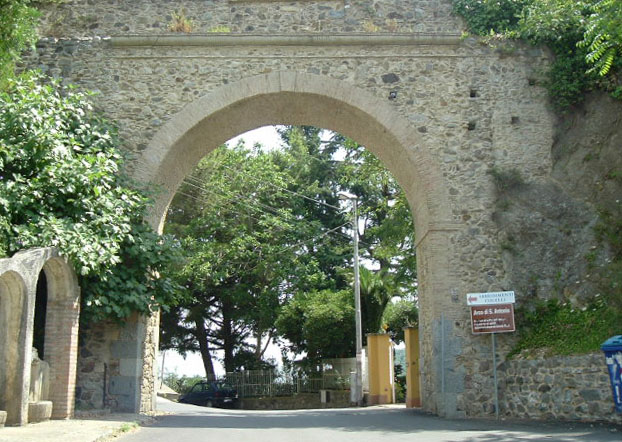
Torbogen in Maida

Maida [Aussprache: 'maida] ist eine italienische Stadt und  Gemeinde (comune) in der Provinz Catanzaro in Kalabrien mit 4493 Einwohnern (Stand 31. Dezember 2023).

## Lage und Daten
Maida liegt 35 km westlich von Catanzaro am Nordosthang der Serre und 16 km südlich von Lamezia Terme. Die Nachbargemeinden sind Caraffa di Catanzaro, Cortale, Feroleto Antico, Jacurso, Lamezia Terme, Marcellinara, Pianopoli, San Floro und San Pietro a Maida.
Der wichtigste Wirtschaftszweig der Gegend ist die Landwirtschaft, insbesondere der Anbau von Olivenbäume, Zitrusfrüchten und Kiwis. In den letzten Jahren hat sich der Tourismus zu einer wichtigen Einnahmequelle entwickelt.

## Verwaltungsgliederung
Zur  Gemeinde (comune) Maida gehören auch die  Fraktion (frazione) Vena di Maida. Im Dorf Vena di Maida gibt es seit dem 15. Jahrhundert eine Arbëresh-Minderheit, welche das Dorf Vina nennen.

## Geschichte und Sehenswürdigkeiten
In der Stadt befinden sich die Überreste einer normannischen Burg, die im 11. Jahrhundert unter der Leitung von Herzog Robert Guiscard erbaut wurde.
Die Kirche San Domenico verfügt über eine wertvolle Holzdecke.
Am 4. Juli 1806 besiegten die Briten unter General John Stuart die Franzosen unter  Jean Reynier außerhalb der Stadt in der Schlacht von Maida. Ein Londoner Pub an der Edgware Road erhielt den Namen „The Hero of Maida“, der wiederum den angrenzenden Londoner Stadtteilen Maida Hill und später Maida Vale seinen Namen gab.  König Ferdinand IV. von Neapel und Sizilien verlieh Stuart den Titel eines Grafen von Maida.

## Persönlichkeiten
- Nicola Squitti di Palermiti e Guarna (1853–1933), Diplomat und Politiker im Königreich Italien